# Napostygnus bispinosus
Genre
Espèce
Napostygnus bispinosus, unique représentant du genre Napostygnus, est une espèce d'opilions laniatores de la famille des Nomoclastidae.

## Distribution
Cette espèce est endémique de la province de Napo en Équateur. Elle se rencontre dans la vallée du río Napo.

## Description
La femelle holotype mesure 6 mm.

## Publication originale
- Roewer, 1929 : « Weitere Weberknechte III. (3. Ergänzung der: "Weberknechte der Erde", 1923). » Abhandlungen der Naturwissenschaftlichen Verein zu Bremen, vol. 27, p. 179–284.